# 스가누마 히사요시
스가누마 히사요시(菅沼 久義, 1978년 9월 30일 ~)은 일본의 남자 성우이다.

## 출현 작품
- 원피스 - 다루마
- 괴담 레스토랑 - 타쿠마
- 나루타루 - 타카노 분고
- 나츠메 우인장 - 키타모토 아츠시
- 레터비 - 코너
  - 레터비 리버스 - 코너
- 록맨 젝스 어드벤트 - 테티스
- 망념의 잠드 - 아자미
- 매지컬 카난 - 나츠키
- 블루 젠더 - 조이 힐드
- 사쿠라 대전 뉴욕 뉴욕 - 프티민트, 타이가 신지로
- 탑 블레이드 - 에디
  - 탑 블레이드 V - 골드
- 허니허니드롭스 - 사쿠라기 나유타
- 흑집사 - 프레드 아바레인
  - 흑집사2 - 에드워드 아바레인
- 진삼국무쌍 - 손권 중모, 강유 백약
- 천사의 꼬리 - 무츠미 고로
- 러브레보 - 후카미 소우타
- vitamin 시리즈
  - vitaminX - 마다라메 미즈키
  - vitaminZ - 마다라메 미즈키
  - vitaminR - 하이바네 카오루